# Suicide en Suisse

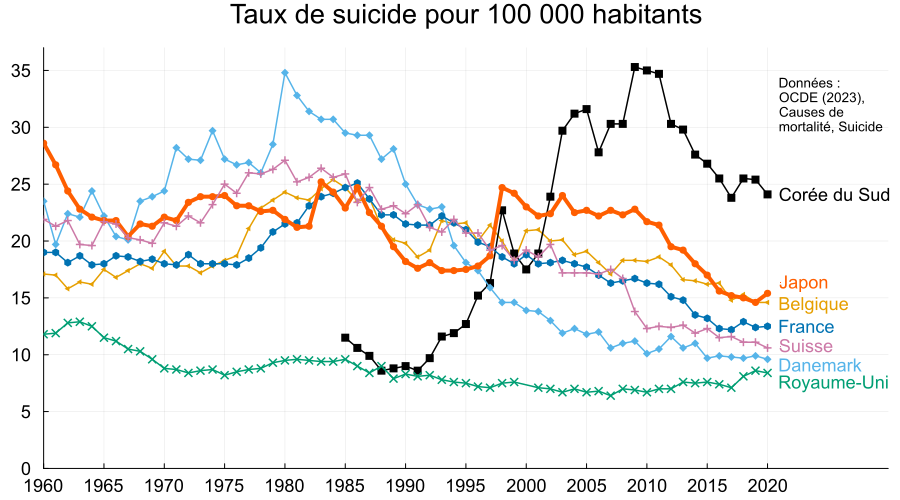
Taux de suicide normalisés selon l'âge entre 1960 et 2020 publiée par l'OCDE (2023) pour le Japon, la Corée du Sud, la Belgique, la France, la Suisse, le Danemark et le Royaume-Uni.

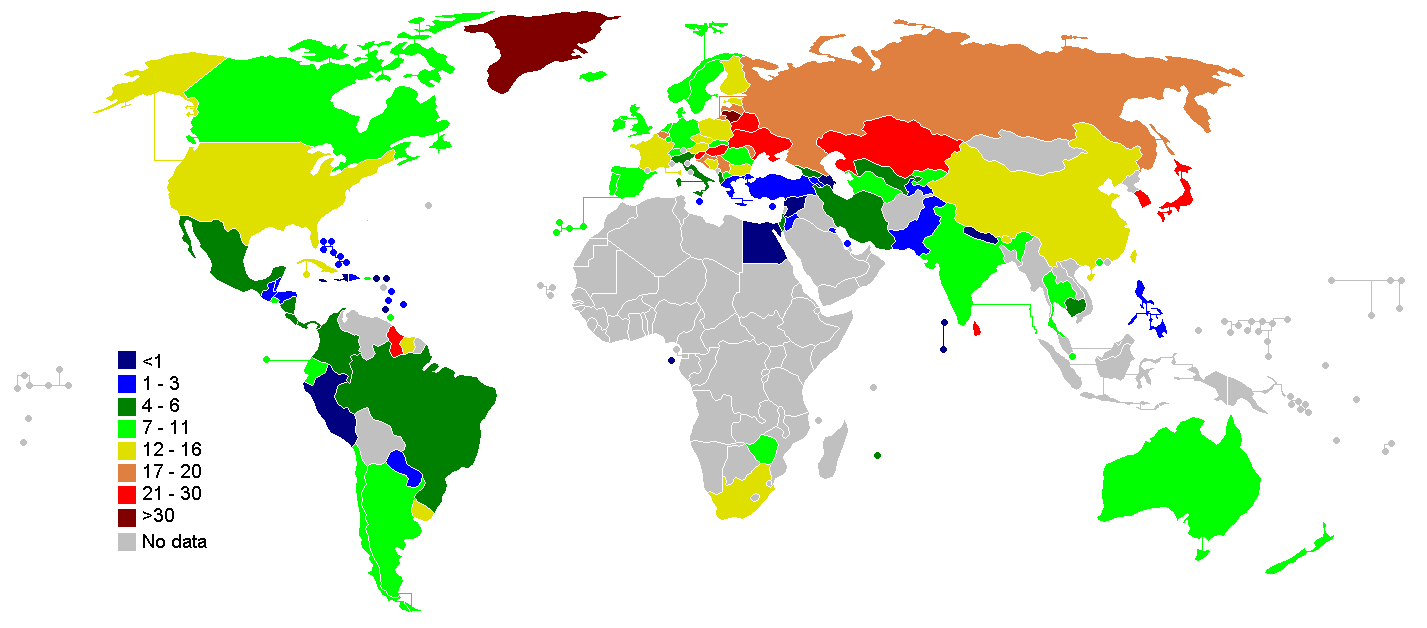
Le taux de suicide de la Suisse pour 100 000 habitants par rapport à d'autres pays, selon l'Organisation mondiale de la santé, Genève. Peeter Värnik.

Le  taux de suicide standardisé en Suisse fut de 10,7 pour 100 000 (hommes 15,5, femmes 6,0) en 2015. Le taux réel (non standardisé) fut de 12,5 (hommes 18,5, femmes 6,6) en 2014.

## Statistiques
Le taux de suicide suisse de 10,7 en 2015 (hommes 15,5, femmes 6,0) publié par l'Organisation mondiale de la santé est « normalisé selon l'âge », tentant de contrôler les différences de structure par âge à des fins de comparaison internationale. Le taux de suicide standardisé suisse est similaire aux taux de la France voisine (12,7 ; hommes 19,0, femmes 5,9), de l'Autriche (11,7 ; hommes 18,5, femmes 5,3) et de l'Allemagne (9,1 ; hommes 14,5, femmes 4,5). Il est légèrement inférieur à la moyenne européenne de 11,93 et proche de la moyenne mondiale de 10,67.
Le taux de suicide brut (non standardisé) suisse est un peu plus élevé ; en 2014, 1 029 personnes se sont suicidées sans assistance (754 hommes, 275 femmes), soit un taux de 12,5 pour 100 000 (18,5 hommes, 6,6 femmes).
Ne sont pas inclus 742 suicides assistés (320 hommes, 422 femmes) ; la plupart des suicides assistés concernaient des personnes âgées atteintes d'une maladie en phase terminale.
Les statistiques suisses des causes de décès par années de vie potentielle perdues (AVP) de 2014 estiment les suicides à 12 323 AVP pour les hommes (12 % des AVP toutes causes de décès) et 4 750 AVP pour les femmes (8 % des AVP toutes causes de la mort). Les taux standardisés d'AVP pour 100 000 personnes par rapport à la population standard européenne de 2010 (Eurostat 2013) sont de 327,0 pour les hommes (29 heures par habitant) et de 128,6 (11 heures par habitant) pour les femmes.
Le taux de suicide a continuellement diminué depuis 1980 jusqu'au années 2000. Vers 2010, cette tendance s'est arrêtée et il n'y a plus eu de réduction significative des taux de suicide. Le pic des années 1980 a été précédé d'un taux historiquement bas de 17 pour 100 000 dans les années 1960. Le ratio hommes—femmes a été réduit de 6:1 à la fin du XIXe siècle à environ 2,5:1 aujourd'hui. En 1881, le taux de suicide des hommes était de 42 pour 100 000, près de 2,5 fois la valeur moderne, tandis que le taux de suicide des femmes était de 7 pour 100 000, comparable à la valeur moderne.
Les cantons suisses avec les taux de suicide les plus élevés pour la période 2001 – 2010 étaient Appenzell Rhodes-Extérieures pour les hommes (37) et le canton de Schaffhouse pour les femmes (10) ; le canton avec le taux de suicide le plus bas était le Tessin italophone (hommes 14, femmes 5), cohérent avec des taux plus faibles en Europe du Sud, mais nettement supérieur au taux de l'Italie voisine (à 5,4 en 2015).
Une statistique des méthodes de suicide compilées pour la période de 2001–2012 a constaté que la méthode de suicide choisi par les hommes était de tir (29,7 %), suivi par pendaison (28,7 %), le poison (16,5 %), en sautant d'une hauteur (9,8 % ) et en train (7,9 %). Les chiffres pour les femmes sont nettement différentes, la méthode la plus utilisée étant le poison (38,8 %) et un taux plus élevés pour le saut d'une hauteur (16,0 %) et par le train (9,5 %), mais un taux plus faibles pour la pendaison (18,5 %) et le tir (3,0 %).

## Le suicide assisté
En 2014, un total de 742 suicides assistés (320 hommes, 422 femmes) ont été enregistrés, soit 1,2 % des décès dans la population résidente de la Suisse. Cela représente une augmentation de plus de 250 % par rapport à 2009 ; alors que le taux de suicide total est en baisse depuis les années 1980, le suicide assisté a augmenté de manière significative depuis 2000. Dans 94 % des cas, les personnes optant pour le suicide assisté avaient plus de 55 ans et souffraient pour la majorité des cas d'une maladie terminale (42 % cancer, 14 % neurodégénérescence (exemple : Parkinson ), 11 % maladies cardiovasculaires, 10 % troubles musculo-squelettiques ). Le taux était plus élevé dans le canton de Zürich (1,4 % des décès), suivi de Genève (1,3 %).
Le suicide assisté est légal depuis 1941 s'il est pratiqué par un non-médecin sans intérêt direct dans la mort de cet individu. La loi interdit aux médecins, conjoints, enfants ou autres personnes apparentées de participer directement au décès d'une personne.[réf. nécessaire] De nombreux citoyens d'autres pays traversent la Suisse pour mettre fin à leurs jours. En 2011, un projet d'interdiction de cette pratique de « tourisme suicide » a été rejeté par le vote populaire dans le canton de Zürich avec 78 % de votre contre. Les lois réglementant l'aide au suicide ne limitent pas la pratique aux malades en phase terminale, il faut cependant que la personne qui sollicite l'aide au suicide le fasse en pleine possession de sa capacité de décision (les statistiques sur l'aide au suicide montrent une minorité de cas citant la dépression comme maladie pertinente). Le gouvernement suisse a néanmoins annoncé en 2011 son intention de demander une modification de ses lois « pour s'assurer qu'elle ne soit utilisée qu'en dernier recours par les malades en phase terminale ». Dignitas, un groupe suisse qui facilite le suicide, exige que les patients fournissent par écrit une preuve médicale et un pronostic précis précisant la maladie en phase terminale.

### Cas médiatisés
En janvier 2006, la docteure britannique Anne Turner s'est suicidée dans une clinique de Zurich après avoir développé une maladie dégénérative incurable. Son histoire a été rapportée par la BBC puis en 2009, transformée en un téléfilm Un court séjour en Suisse.
En juillet 2009, le chef d'orchestre britannique Sir Edward Downes et son épouse Joan sont décédés ensemble dans une clinique du suicide à l'extérieur de Zurich « dans les circonstances de leur choix ». Sir Edward n'était pas en phase terminale, mais sa femme a été diagnostiquée avec un cancer à développement rapide.

### Référendums cantonaux
En mai 2011, le canton de Zurich a organisé un référendum demandant aux électeurs si (i) le suicide assisté devait être purement et simplement interdit ; et (ii) si Dignitas et d'autres fournisseurs d'aide au suicide devraient refuser d'admettre les personnes étrangères. Les électeurs de Zurich ont fortement rejeté les deux proposition, malgré le lobbying anti-euthanasie de deux partis politiques sociaux-conservateurs suisses, le Parti populaire évangélique de Suisse et l'Union démocratique fédérale. La proposition d'interdiction pure et simple a été rejetée par 84 % des électeurs, tandis que 78 % ont voté pour maintenir les services ouverts aux étrangers qui en aurait besoin.